# Geburtsstätte Jesu Christi: Geburtskirche und Pilgerweg, Bethlehem
Geburtsstätte Jesu Christi: Geburtskirche und Pilgerweg, Bethlehem ist eine von der UNESCO gelistete Stätte des Weltkulturerbes in den Palästinensischen Autonomiegebieten. Sie umfasst die Geburtskirche in Bethlehem und den historischen Pilgerweg, der vom Norden der Altstadt aus zu ihr führt.

## Hintergrund
Nach dem Neuen Testament wurde Jesus von Nazaret in Bethlehem geboren. Über der Grotte, die als Geburtsort Jesu verehrt wurde, ließen Kaiser Konstantin und seine Mutter Helena eine fünfschiffige Basilika errichten. Anstelle der konstantinischen Basilika wurde im späten 5. oder frühen 6. Jahrhundert der im Wesentlichen heute noch bestehende Bau der Geburtskirche errichtet, die als die älteste christliche Kirche im täglichen Gebrauch gilt. Sie wurde im 12. Jahrhundert durch die Kreuzfahrer und ab 1670 durch die Griechisch-Orthodoxe Kirche gründlich restauriert. Seit dem Frühmittelalter wurden um die Kirche herum oder an sie angebaut zunehmend weitere kirchliche Gebäude errichtet, darunter die katholische Katharinenkirche und mehrere Klöster. Diese Bauwerke bilden ein architektonisches Ensemble, das von der griechisch-orthodoxen Kirche, der Römisch-Katholischen Kirche und der Armenischen Apostolischen Kirche verwaltet und genutzt wird.
Die Geburtskirche wurde ein Ziel von Wallfahrten. Dabei folgten die Pilger oft dem Weg, den auch Josef und Maria auf ihrer Reise nach Bethlehem genommen haben sollen. Er führt von Norden her, aus der Richtung Jerusalems kommend, auf den Hügel, auf dem die Altstadt Bethlehems erbaut ist, durch das Al-Zarara-Tor in den ehemals ummauerten Teil Bethlehems und im Bogen zur Geburtskirche im Südosten der Altstadt. Diesem Weg folgen auch heute noch die Prozessionen mit den Patriarchen der drei Kirchen, die Anteile an der Geburtskirche haben, bei der Feier ihres jeweiligen Weihnachtsfestes (für die Katholiken am 24./25. Dezember, für die Orthodoxen am 6./7. Januar und für die Armenier am 18./19. Januar).

## Einschreibung

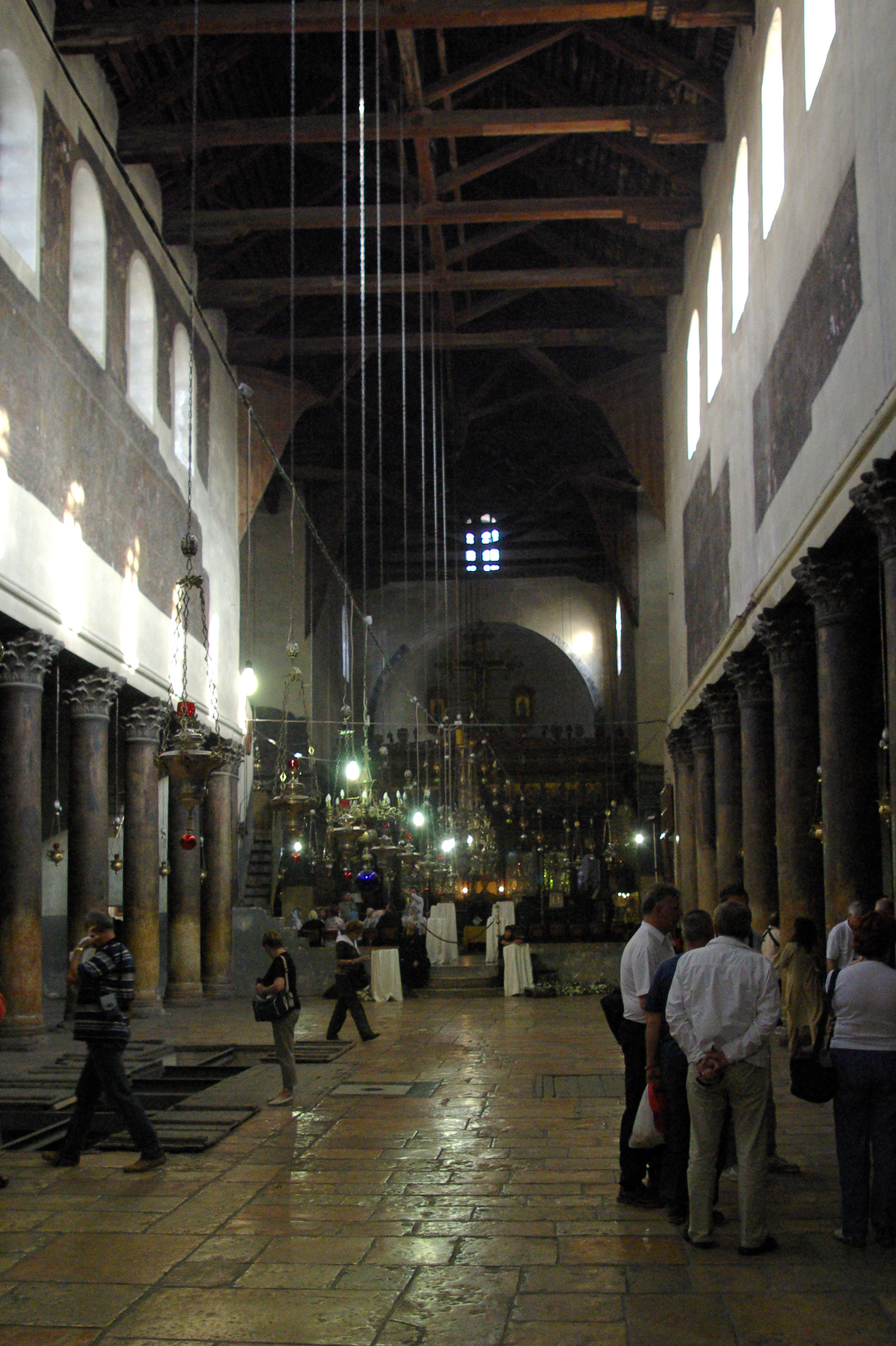
Mittelschiff der Geburtskirche

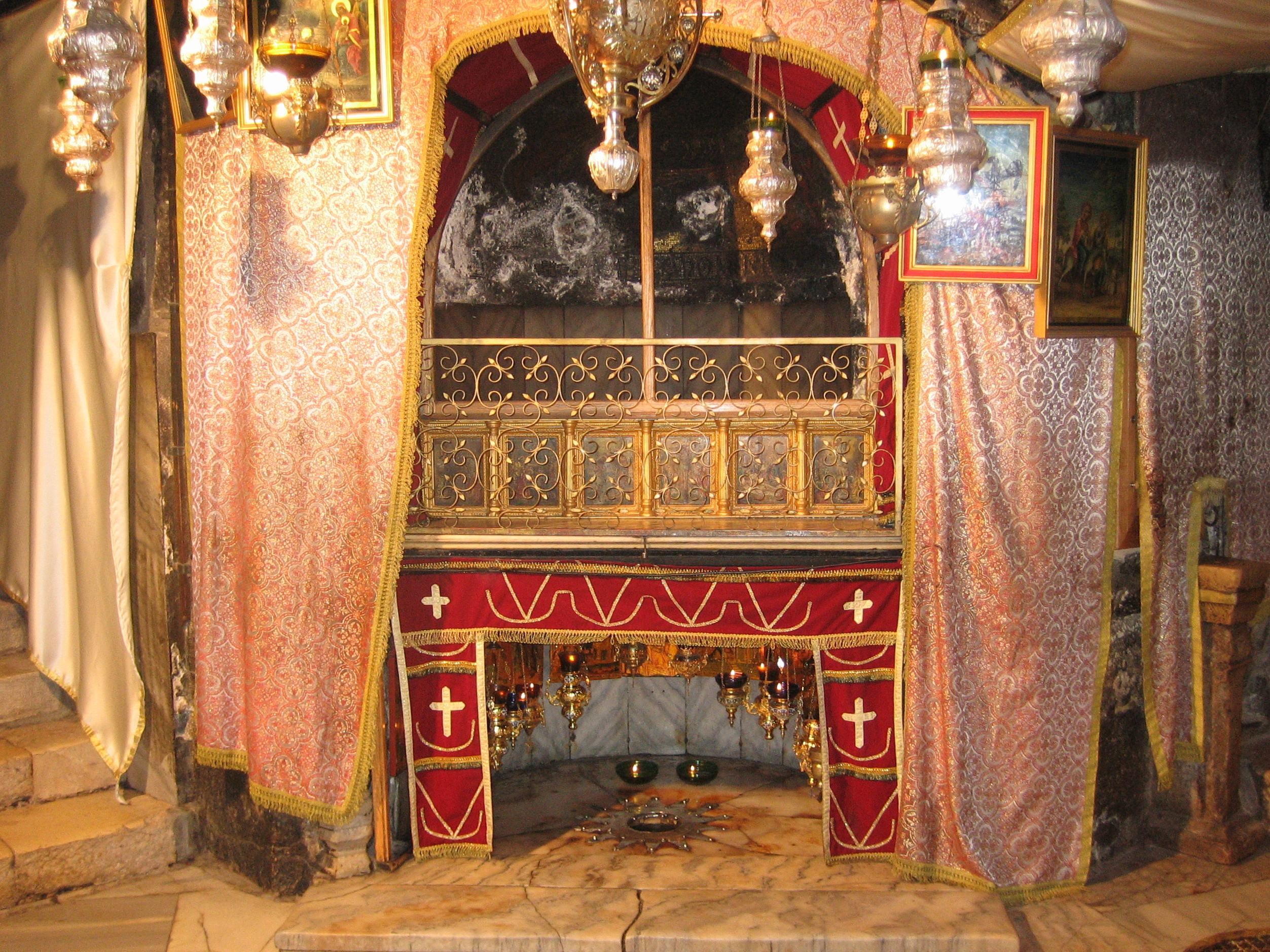
Altar über der Geburtsstelle Jesu

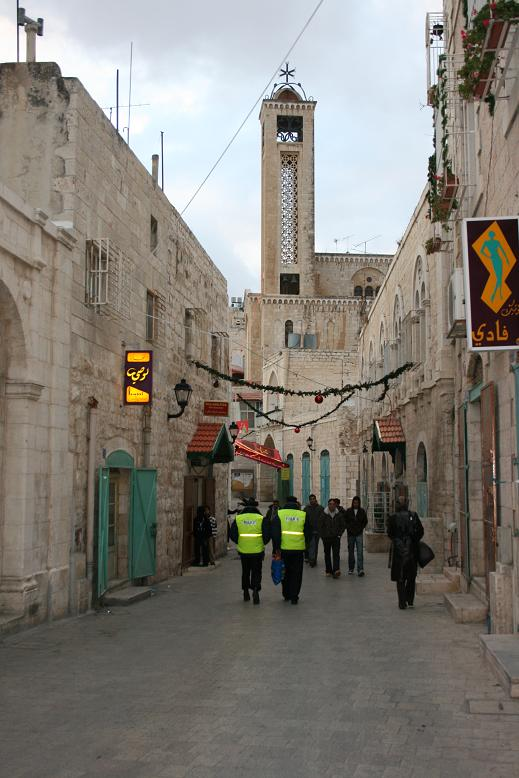
Sternstraße, Bestandteil des Pilgerwegs

Die Palästinensischen Autonomiegebiete haben die Welterbekonvention 2011 ratifiziert. 2012 wurde die Geburtskirche zusammen mit dem zu ihr hinführenden Pilgerweg aufgrund eines Beschlusses des Welterbekomitees auf seiner 36. Sitzung als erste Welterbestätten in den Palästinensischen Autonomiegebieten in die Liste des UNESCO-Welterbes eingetragen.
Die Eintragung erfolgte aufgrund der Kriterien (iv) und (vi).

„(iv): Die Geburtskirche ist ein herausragendes Beispiel für eine frühe Kirche in einem bemerkenswerten architektonischen Ensemble, das zwei bedeutende Etappen der Menschheitsgeschichte veranschaulicht: im 4. bis 6. Jahrhundert n. Chr. die Bekehrung des Römischen Reiches zum Christentum, die zur Entwicklung der Geburtskirche an dem Ort führte, von dem man annahm, dass er mit der Geburt Jesu in Verbindung gebracht wurde, und in der Zeit der Kreuzzüge die Macht und der Einfluss des Christentums, die zur Verschönerung der Geburtskirche und zur Entwicklung von drei großen Klöstern in ihrer Umgebung führten.“

„(vi): Die Geburtskirche und der Pilgerweg dorthin sind durch die Gebäude, die im 4. Jahrhundert n. Chr. errichtet und im 6. Jahrhundert n. Chr. wieder aufgebaut wurden, direkt mit der Geburt Jesu verbunden, einem Ereignis von herausragender universeller Bedeutung. Sie sind ein starkes Symbol für mehr als 2 Milliarden christliche Gläubige in der Welt; und sie sind sowohl für Christen als auch für Muslime heilig.“

## Umfang
Die Welterbestätte umfasst den Gebäudekomplex aus der Geburtskirche (Lage) mit ihren Anbauten (u. a. der Katharinenkirche mit ihrem Kreuzgang und den Konventen der Franziskaner, der Griechisch-Orthodoxen und der Armenier), die daran nach Osten angrenzenden Gärten und nach Westen den etwa 700 Meter langen Pilgerweg.
Dieser beginnt westlich des historischen Davidsbrunnens an dem Kreisverkehr der Katholischen Aktion (Lage) außerhalb der mittelalterlichen Stadtmauern. Von dort aus verläuft er bogenförmig zunächst nach Süden und dann nach Osten entlang der Sternstraße (Lage). Dabei passiert er die Muttergotteskirche (Lage) und das Al-Zarara-Tor (Lage). Am Ende der Sternstraße geht der Pilgerweg in die Paul-VI.-Straße (Lage) über und verläuft entlang der Nordseite des Krippenplatzes (Lage) zum Vorplatz der Geburtskirche (Lage).
Der Schutzbereich der Welterbestätte hat eine Fläche von etwa 2,98 Hektar. Umgeben ist er von einer etwa 23,45 Hektar großen Pufferzone, die im Wesentlichen die historische Altstadt von Bethlehem umfasst.

## Gefährdung
Bei ihrer Einschreibung 2012 in die Welterbeliste wurde die Geburtskirche gleichzeitig in die Liste des gefährdeten Welterbes aufgenommen. Durch das undichte Dach war es zu Wasserschäden in der Kirche gekommen.
2019 wurde die Geburtskirche auf der 43. Sitzung des Welterbekomitees aus der Liste gestrichen. Das Komitee lobte dabei die hohe Qualität der Arbeiten an der Geburtskirche, die Restaurierung des Daches, der Außenfassaden, der Mosaiken und der Türen.